# Gyulavidéki HÉV
A Gyulavidéki HÉV (más néven: Gyulai GV) a MÁV egykori 486-os sz. keskeny-nyomtávú kisvasútja volt, amely kettészelve Gyula városát haladt Gyulavári, Dénesmajoron át Simonyifalváig. 1906 december 11-én nyílt meg, majd 1944 október 11-én a szovjet és a román hadsereg beérkezésekor szűnt meg. A vonalon ló-, gőz- illetve dízelvontatás volt. Az országban ez az egyetlen volt vasútvonal, mely 1920 után elvesztette eredeti hosszának kétharmadát, ugyanúgy, mint Magyarország a területének a trianoni békediktátum által.